# 市来吉至
市来 吉至（いちき よしじ、1900年（明治33年）4月21日 - 没年不明）は、昭和時代の台湾総督府官僚、陸軍司政長官。

## 経歴
市来半次郎の二男として、鹿児島県姶良郡に生まれる。台北中学から第七高等学校造士館を経て、1925年（大正14年）3月、東京帝国大学法学部政治学科を卒業し、台湾銀行に入行する。1929年（昭和4年）10月、高等試験行政科に合格。以後、台湾総督府交通局書記、地方理事官・高雄州岡山郡守、高雄台中各州内務部勧業課長、総督府事務官・鉄道部監督課長、鉄道部経理課長兼庶務課長兼交通局総務課長、鉄道部勤務などを経て、1942年（昭和17年）6月、香港占領地総督部民事部長に就任した。その後、1943年（昭和18年）3月、陸軍司政長官に任じた。高雄港湾局長を経て、1945年（昭和20年）退官した。戦後は、鹿児島に帰り鹿児島市交通局長、鹿児島県人事委員会委員などをつとめた。
- 1917年（大正6年）3月11日　台湾総督府台北中学校第一部を卒業[4]。
- 1922年（大正11年）3月15日　第七高等学校造士館文科甲類を卒業[5]。
- 1925年（大正14年）
  - 3月31日　東京帝国大学法学部政治学科を卒業[6]。
  - 4月1日　台湾銀行に就職し、書記[7]。
- 1922年（昭和2年）
  - 8月　台湾銀行を退職[7]。
  - 9月　台湾総督府鉄道部書記[7]。
- 1924年（昭和4年）11月　高等文官試験行政科合格[8]。
- 1930年（昭和5年）
  - 4月20日　総督官房審議室勤務を命ず[9]。
  - 10月30日　任台湾総督府地方理事官[10]。
- 1931年（昭和6年）5月23日　高雄州勤務を命ず[11]。
- 1932年（昭和7年）4月20日　台中州勤務を命ず[12]。
- 1934年（昭和9年）5月10日　任台湾総督府専売局副参事兼台湾総督府事務官[13]。
- 1935年（昭和10年）
  - 8月30日　免本官(専売局副参事)専任台湾総督府事務官、総監官房外事課勤務[14]。
  - 9月2日　総督官房審議室兼務を命ず[15]。
  - 11月9日　総督官房文書課長兼務を命ず[16]。
- 1936年（昭和11年）
  - 10月20日　任台湾総督府交通局参事、鉄道部監督課長を命ず[17][18]。
- 1937年（昭和12年）
  - 5月31日　鉄道部経理課長兼鉄道部庶務課長を命ず[19]。
  - 8月24日　台湾総督府臨時情報部附を命ず[20]。
- 1938年（昭和13年）
  - 8月13日　総務課長兼務を命ず[21]。
  - 11月15日　総務課長兼務を免ず[22]。
- 1939年（昭和14年）
  - 1月19日　交通局総務課長兼務[23]。
  - 11月7日　鉄道現業員教習所兼務を命ず[24]。
  - 11月16日　鉄道部庶務課長兼総務課長、鉄道現業員教習所勤務を命ず[25]。
- 1942年（昭和17年）
  - 3月5日　香港占領地総督部民事部長[26]。
  - 3月19日　鉄道部庶務課長兼総務課長を免じ、鉄道部庶務課臨時在勤を命ず[27]。

1943年（昭和18年）2月24日　任陸軍司政長官。
- 1944年（昭和19年）12月16日　任台湾総督府港湾局長[29]。
- 1945年（昭和20年）
  - 1月7日　台湾総督府臨時船舶建造部参与を命ず[30]。
  - 3月3日　文官分限令11条1項4号により休職仰付[31]。

1951年（昭和26年）
- - 2月22日　九州道路運送審議会委員を命ずる[32]。
  - 7月30日　福岡道路運送審議会委員に任命する[33]。

1953年(昭和28年）5月13日　鹿児島市交通局長に就任。

## 親族
- 父　：市来半次郎（台湾総督府官僚、台東庁長）[2][34]
- 義父：伊丹松雄（妻智子の父、陸軍中将）[35]
- 兄　：市来備一郎（台湾総督府官僚、殖産局営林署雇[36]
- 妹　：とみ　台湾総督府高雄警察署長をつとめた下川静一に嫁ぐ[37]。

## 栄典
叙位
- 従七位　昭和5年12月1日[38]
- 正七位　昭和8年2月1日[39]
- 従六位　昭和10年5月15日[40]
- 正六位　昭和12年11月1日[41]
- 従五位　昭和15年8月15日[42]
- 正五位　昭和18年3月15日[43]

勲章その他
- 勲六等瑞宝章　昭和16年4月11日[44][45]
- 勲五等瑞宝章　昭和15年4月29日 支那事変文官行賞[46][47][48]
- 勲五等瑞宝章　昭和18年1月15日[49][50]
- 紀元二千六百年記念章　昭和15年11月10日[51]